# Danh sách Chủ tịch Hạ viện Thái Lan
Nghị trưởng Viện dân biểu Thái Lan là người đứng đầu Viện dân biểu, tức hạ viện của Quốc hội lưỡng viện Thái Lan. Nghị trưởng Viện dân biểu đồng thời sẽ là Chủ tịch Quốc hội Thái Lan. Nghị trưởng Viện dân biểu phải là đại biểu trong Viện, và thường là đảng viên của chính đảng chiếm đa số trong Viện dân biểu. Nghị trưởng Viện dân biểu được bầu trong phiên họp đầu tiên của Viện dân biểu sau Tổng tuyển cử, không giới hạn nhiệm kỳ nắm giữ. Nghị trưởng Viện dân biểu hiện nay là ông Chuan Leekpai, thuộc Đảng Dân chủ, sau cuộc Tổng tuyển cử 24 tháng 3 năm 2019
Chức vụ được thành lập năm 1932, với cơ quan lập pháp đầu tiên của Thái Lan được thành lập. Chức vụ Chủ tịch Hội nghị Nhân dân do Chao Phraya Thammasakmontri (Sanan Thephasadin na Ayutthaya) nắm giữ đầu tiên.
Nghị trưởng được giao nhiệm vụ lập pháp, là vị trí chủ chốt trong quá trình làm luật và Hiến pháp. Nghị trưởng được giúp đỡ bởi 2 Phó Nghị trưởng. Nghị trưởng Viện dân biểu phải làm việc công tâm không thể bị ảnh hưởng bởi ban chấp hành chính đảng mà bản thân là thành viên.
Nghị trưởng Viện dân biểu có quyền:
- Lấp đầy chỗ khuyết trong Viện dân biểu, danh sách được đăng trong công báo Hoàng gia;
- Bổ nhiệm Thủ tướng thay mặt Quốc vương, ký ban hành;
- Ký bổ nhiệm lãnh đạo phe đối lập trong Viện dân biểu thay mặt Quốc vương;
- Được mặc nhiên là thành viên trong các Ủy ban tuyển chọn:
  - Thẩm phán Tòa án Hiến pháp
  - Ủy ban Bầu cử
  - Thanh tra
  - Ủy ban chống Tham nhũng Quốc gia

## Danh sách Nghị trưởng Viện dân biểu
| Họ và tên                                                            | Nhiệm kỳ                |
| -------------------------------------------------------------------- | ----------------------- |
| Chao Phraya Thammasakmontri (Sanan Thephasadin na Ayutthaya)         | 28/6/1932 – 1/9/1932    |
| Chao Phraya Phichaiyat (Dan Bunnag)                                  | 2/9/1932 – 10/12/1932   |
| Chao Phraya Thammasakmontri                                          | 15/12/1932 – 26/2/1934  |
| Chuẩn Đô đốc Phraya Sorayuthaseni (Krasae Prawahanawin Pravahanavin) | 26/2/1934 – 22/9/1934   |
| Chao Phraya Sridharmadhibes (Chit na Songkhla)                       | 22/9/1934 – 22/7/1936   |
| Phraya Manawaratsewi (Plod Wichien na Songkhla)                      | 3/8/1936 – 10/12/1937   |
| Chuẩn Đô đốc Phraya Sorayuthaseni                                    | 6/7/1943 – 24/6/1944    |
| Thiếu tướng Vilas Osatananda                                         | 4/6/1946 – 24/8/1946    |
| Kasem Boonsri                                                        | 31/8/1946 – 8/11/1947   |
| พึ่ง ศรีจันทร์                                                            | 1947 - 1947             |
| Kasem Boonsri                                                        | 1948 - 1948             |
| พระราชธรรมนิเทศ                                                       | 1949–1951               |
| Đại tướng Phra Prachonpachanuk (Phok Mahadilok)                      | 1/12/1951 – 16/9/1957   |
| Đại tướng Luang Sudhisararonakara (Sudhi Sukhavatee)                 | 20/9/1957 – 14/12/1957  |
| Đại tướngPhra Prachonpachanuk                                        | 6/2/1958 – 17/4/1968    |
| Tawee Boonyaket                                                      | 8/5/1968 – 20/6/1968    |
| Đại tướng Siri Siriyothin                                            | 1972 – 11/12/1973       |
| Mom Rajawongse Kukrit Pramoj                                         | 29/12/1973 – 7/10/1974  |
| Praphat Uaichai                                                      | 17/10/1974 – 25/1/1975  |
| Prasit Kanchanawat                                                   | 7/2/1975 – 12/1/1976    |
| Uthai Pimchaichon                                                    | 19/4/1976 – 6/10/1976   |
| Đại tướng Kamol Dechatungka                                          | 22/10/1976 – 20/11/1976 |
| Đại tướng Harin Hongsakul                                            | 28/11/1976 – 22/4/1979  |
| Boontheng Thongsawat                                                 | 1979–1983               |
| Uthai Pimchaichon                                                    | 1983–1986               |
| Chuan Leekpai                                                        | 1986–1988               |
| Panja Kesornthong                                                    | 1988–1991               |
| Ukrit Mongkolnavin                                                   | 2/4/1991 – 21/3/1992    |
| Arthit Ourairat                                                      | 3/4/1992 – 30/6/1992    |
| Marut Bunnag                                                         | 22/9/1992 – 19/5/1995   |
| Booneua Prasertsuwan                                                 | 11/7/1995 – 27/9/1996   |
| Wan Muhamad Noor Matha                                               | 24/11/1996 – 27/6/2000  |
| Bhichai Rattakul                                                     | 30/6/2000 – 9/11/2000   |
| Uthai Pimchaichon                                                    | 6/2/2001 – 5/1/2005     |
| Phokim Polkul                                                        | 6/1/2005 – 24/2/2006    |
| Meechai Ruchuphan                                                    | 11/10/2006 – 20/1/2008  |
| Youngyut Tiyapairach                                                 | 23/1/2008 – 30/4/2008   |
| Chai Chidchob                                                        | 15/5/2008 – 10/5/2011   |
| Somsak Kiatsuranont                                                  | 3/8/2011 – 9/12/2013    |
| Chuan Leekpai                                                        | 28/05/2019 - hiện tại   |